# Macromia katae
Macromia katae – gatunek ważki z rodziny Macromiidae.